# Eugenia cordata
Eugenia cordata är en myrtenväxtart som först beskrevs av Olof Swartz, och fick sitt nu gällande namn av Dc.. Eugenia cordata ingår i släktet Eugenia och familjen myrtenväxter.

## Underarter
Arten delas in i följande underarter:
- E. c. cordata
- E. c. sintenisii